# Tramontana (S-74)
Tramontana (S-74) je španělská diesel-elektrická ponorka, která byla uvedena do služby roku 1986. Jedná se o poslední postavenou ponorku třídy Galerna.

## Galerie

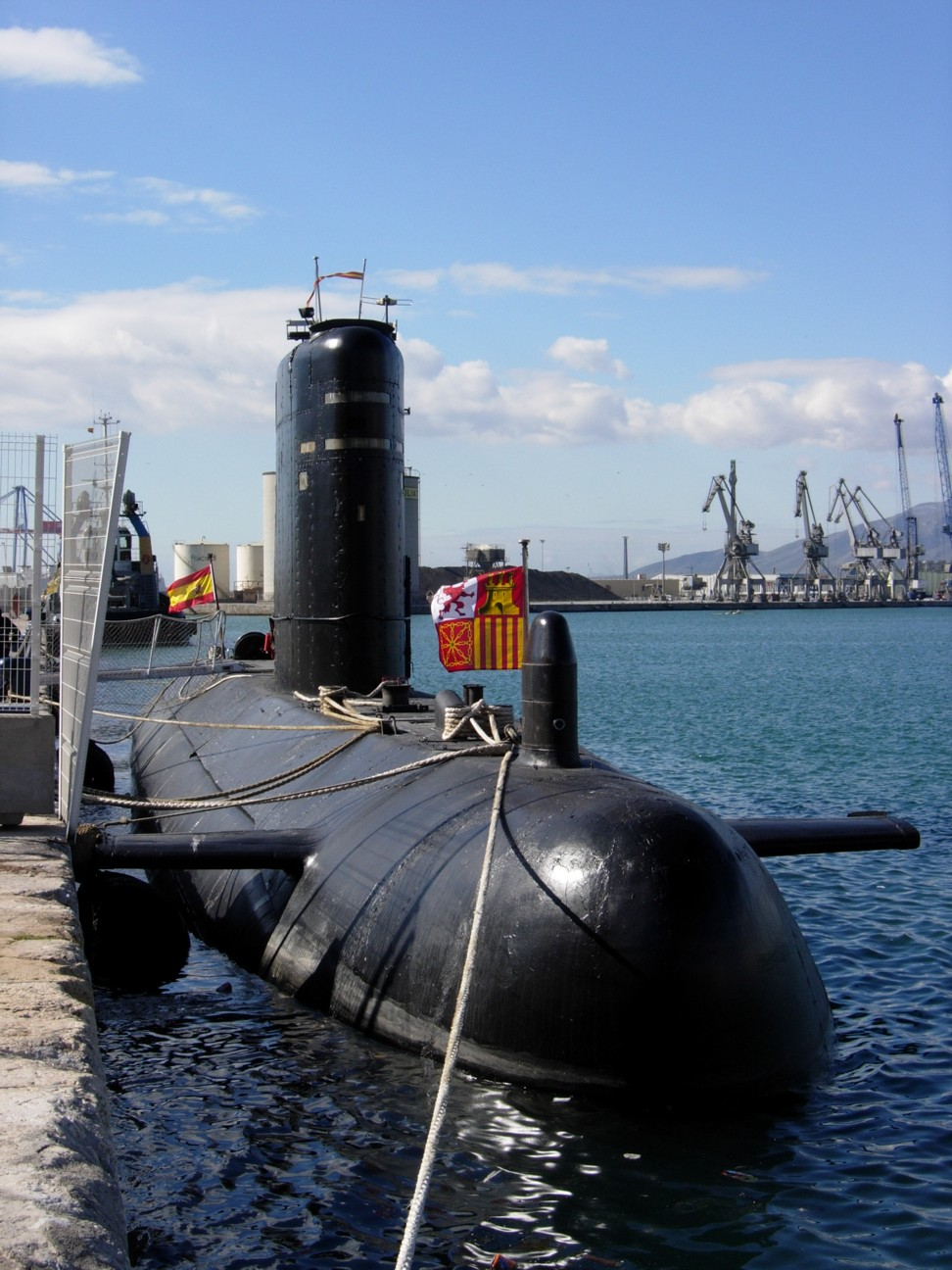
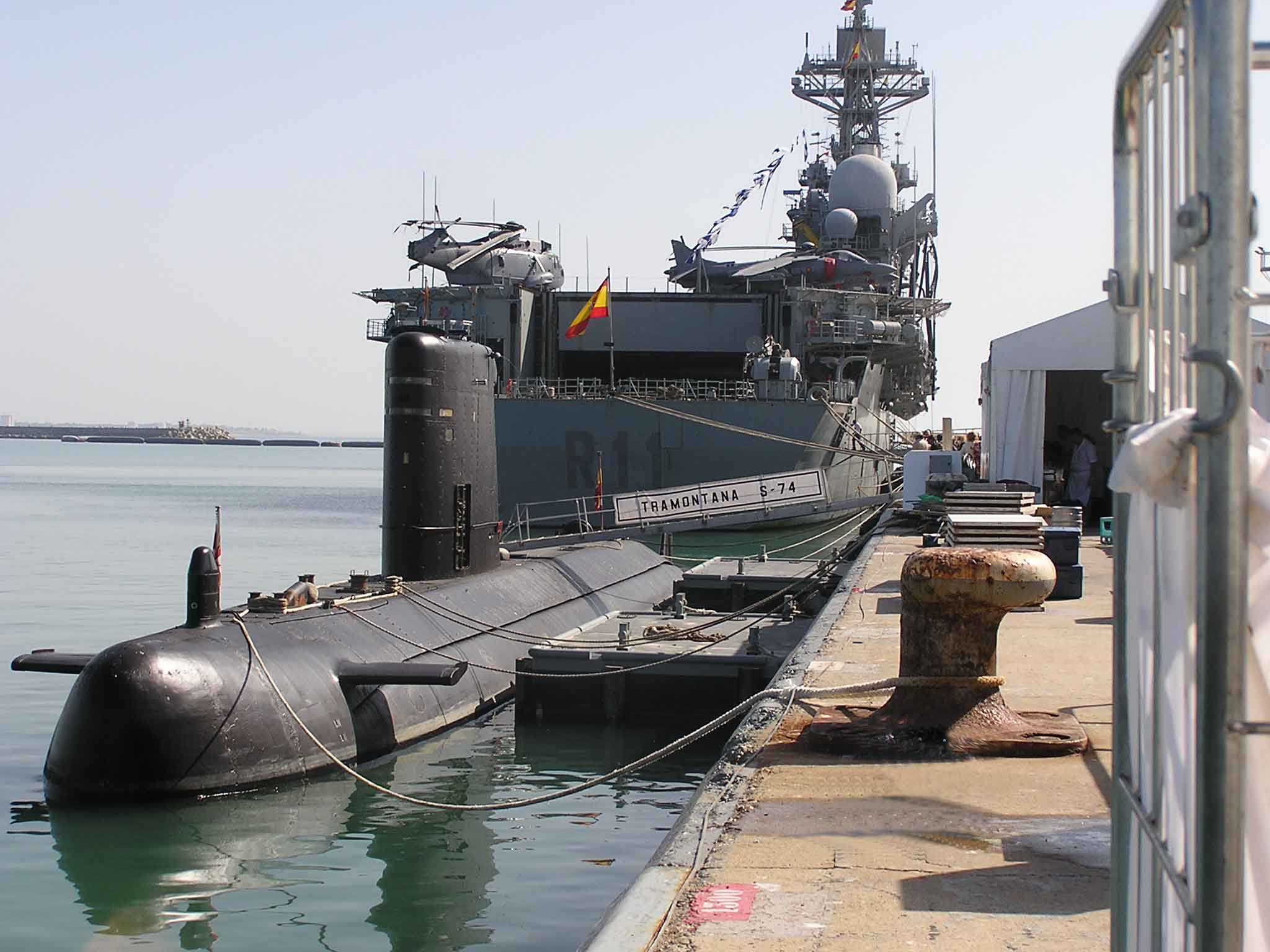
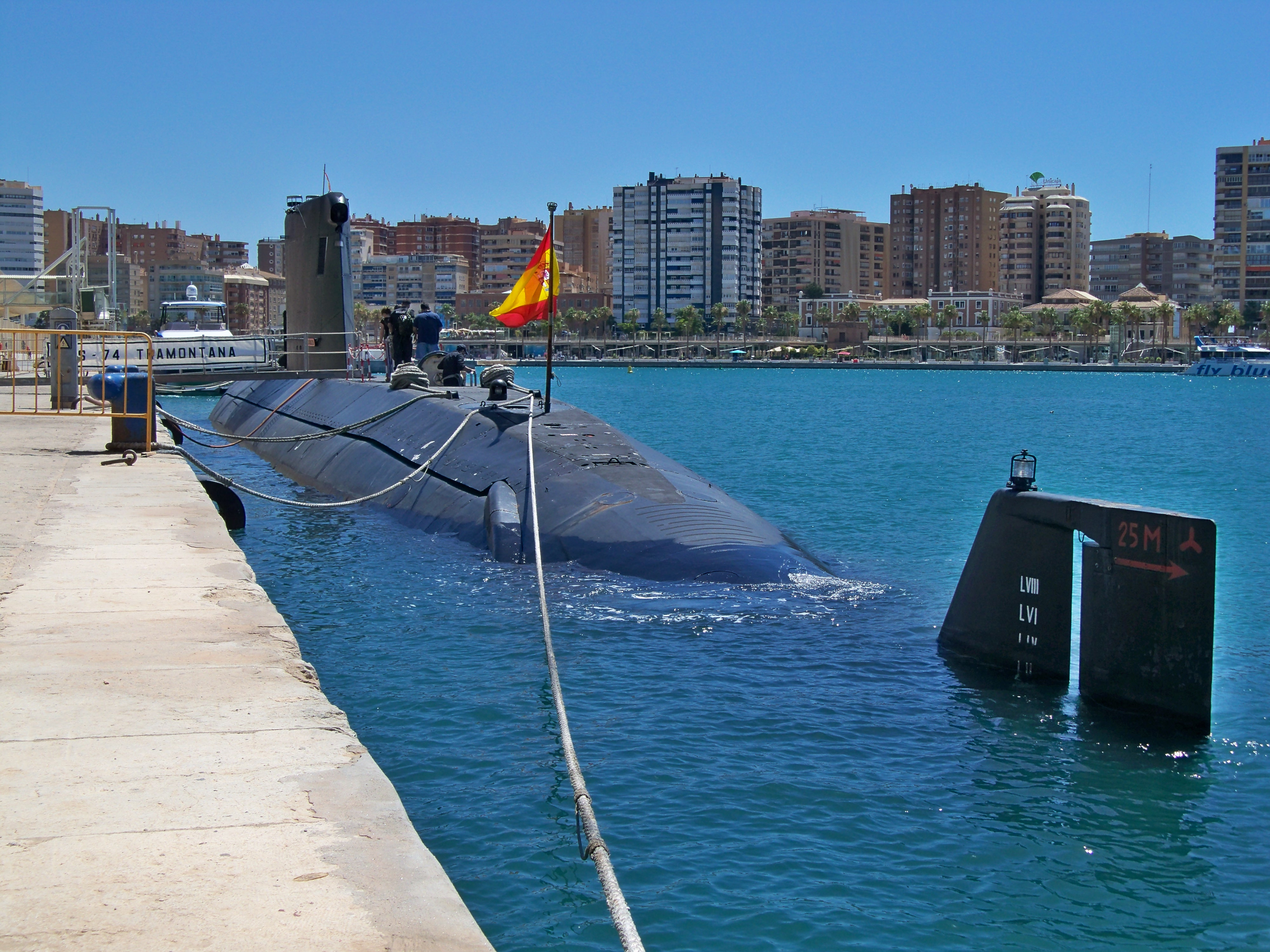
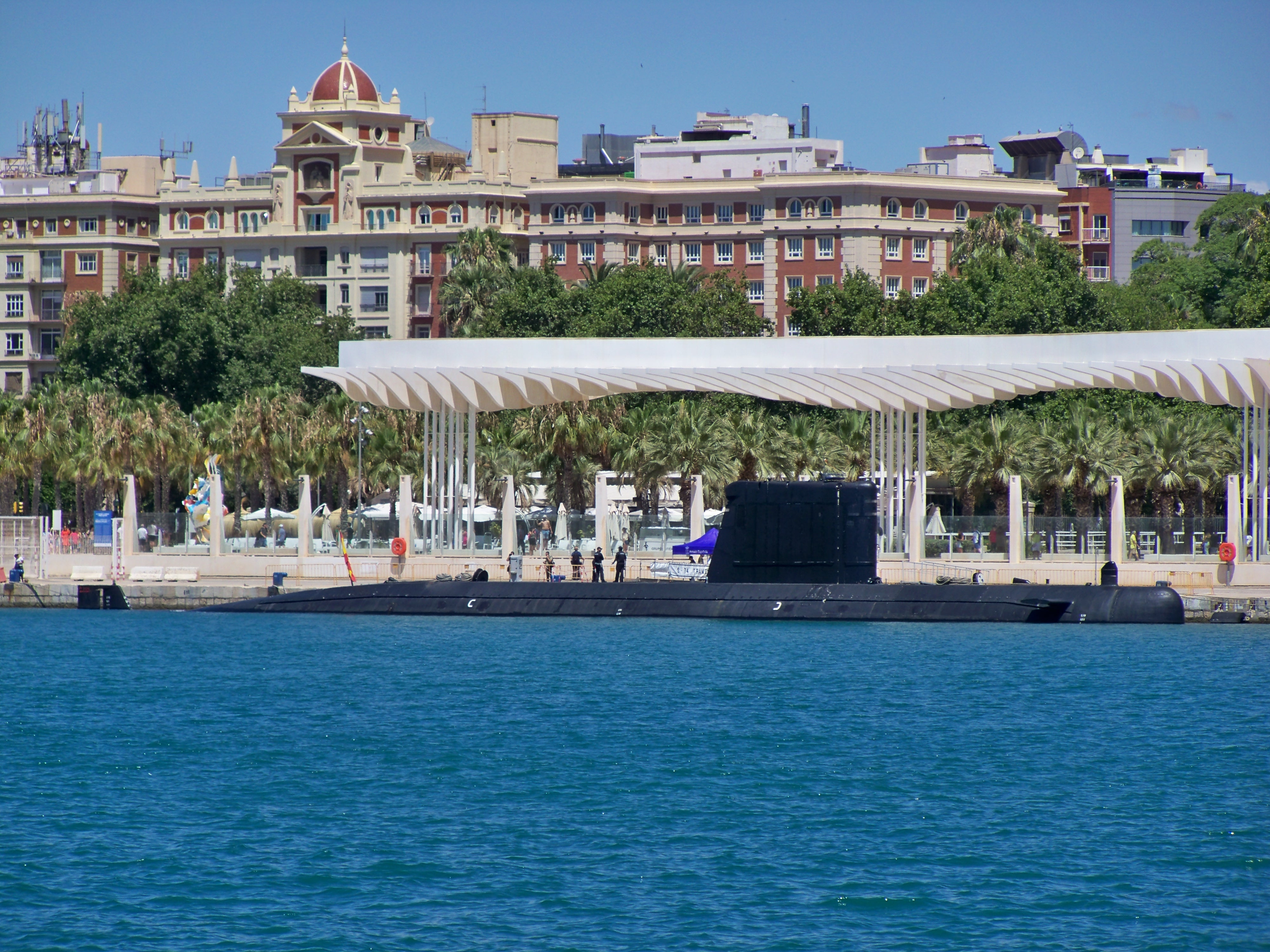
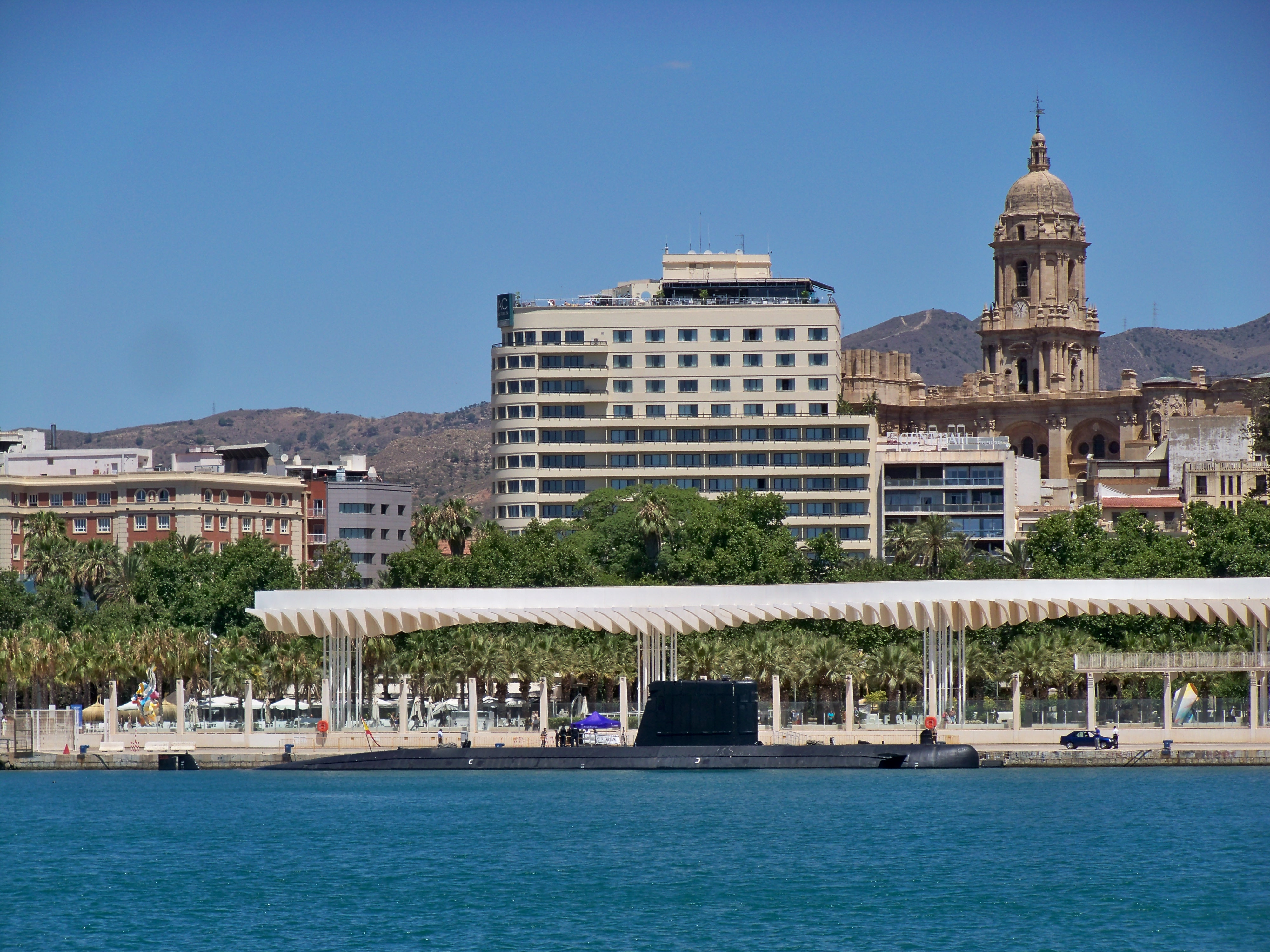

## Historie
Ponorka byla spuštěna na vodu 30. listopadu 1984 a dne 30. prosince 1985 byla pověřena do služby. Dne 17. října 2001 při námořním cvičení u Cartageny najela Tramontana na mělčinu. V roce 2002 byla zapojena do operace Romeo-Sierra, která měla za úkol převzít kontrolu nad ostrovem Perejil, který obsadili maročtí vojáci. Roku 2008 ponorka podstoupila modernizaci a do aktivní služby se vrátila následujícího roku. V září 2009 se Tramontana zúčastnila cvičení Cartago '09, které simulovalo záchranu 20 námořníků, kteří přežili a uvízli ve vraku lodi v hloubce 200 m. Roku 2011 byla ponorka vyslána k Libyi v rámci operace United Protector. Mezi dny 19. a 23. března 2012 se Tramontana zúčastnila cvičení INSTREX-12 u portugalského hlavního města Lisabonu. Dne 24. května 2013 bylo oznámeno, že kvůli zpoždění ve výstavbě ponorek třídy Isaac Peral bude na Tramontaně provedena modernizace, za kterou bylo zaplaceno 43 milionů eur. Modernizace začala roku 2014 a skončila 1. července 2016, kdy byla ponorka znovu spuštěna na vodu. Tramontana byla 16. února 2024 oficiálně vyřazena ze služby.